# 斯庫皮
斯庫皮（Scupi）是位於北馬其頓共和國斯科普里郊區的一個考古遺址。斯庫皮是一個羅馬帝國時期的考古遺址。西元518年時，斯庫皮被地震摧毀，之後被廢棄。

## 外部連結
- Inscriptions de la Mésie supérieure